# Charles Powell
Charles T. Powell (Madrid, 1960) es un historiador hispanobritánico.

## Biografía
Nacido en Madrid en 1960, es hijo de un inglés y una española,fundadores del Runnymede College de Madrid. Se graduó y doctoró en Historia por la Universidad de Oxford. En dicha universidad fue profesor de Historia en Corpus Christi College (Oxford), J. A. Pye Fellow en University College y Research Fellow en St Antony's College, institución en la que coordinó los estudios sobre la España contemporánea bajo la dirección de Raymond Carr. 
Tras establecerse en España en 1997, fue nombrado director adjunto del programa de Estudios Europeos del Instituto Universitario de Investigación Ortega y Gasset, y luego subdirector del Centro Español de Relaciones Internacionales (CERI) de la Fundación José Ortega y Gasset-Gregorio Marañón. Entre 2002 y 2004 fue investigador principal del Área de Europa del Real Instituto Elcano de Estudios Internacionales y Estratégicos, ocupando posteriormente el puesto de subdirector de Investigación y Análisis, y actualmente el de director. Desde el 2002 es también profesor agregado de Historia Contemporánea de España en la Universidad CEU San Pablo.
A lo largo de su vida académica, se ha dedicado principalmente al estudio de la historia política de la España contemporánea, tanto en su vertiente interna como externa. Entre sus numerosas publicaciones, destacan los libros: El piloto del cambio. El rey, la monarquía y la transición a la democracia (1991), Premio Espejo de España en 1991; Juan Carlos. Un rey para la democracia (1995), Finalista Premio Nacional de Historia en 1995; Juan Carlos of Spain, self-made monarch (1996); España en Democracia, 1975-2000 (2001), Premio Así Fue en 2001; Adolfo Suárez. El Presidente que se hizo a sí mismo (2004), y El amigo americano. España y Estados Unidos, de la dictadura a la democracia (2011).
Desde 2012 es director del Real Instituto Elcano y vicepresidente segundo de la Fundación Transición Española, de la que fue director desde el 2007 al 2012. Desde 2011 es también miembro del capítulo español del Consejo del European Council on Foreign Relations (ECFR)-Consejo Europeo de Relaciones Exteriores.
En 2017 fue nombrado "Companion" de la británica "Orden de San Miguel y San Jorge", por sus servicios prestados a las relaciones hispano-británicas, durante su dilatada trayectoria profesional.